# Kaishin Sekiguchi
Kaishin Sekiguchi (japanisch 関口 凱心 Sekiguchi, Kaishin; * 24. September 2001 in der Präfektur Saitama) ist ein japanischer Fußballspieler.

## Karriere
Kaishin Sekiguchi erlernte das Fußballspielen in der Schulmannschaft der Seibudai High School sowie in der Universitätsmannschaft der Yamanashi Gakuin University. 2023 wurde er von der Universität an Ōmiya Ardija ausgeliehen. Der Verein aus Ōmiya-ku spielte in der zweiten Liga, der J2 League. 2023 bestritt er für den Verein drei Zweitligaspiele. Am Ende der Saison 2023 belegte er mit dem Verein den 21. Tabellenplatz und musste somit in die dritte Liga absteigen. Nach der Ausleihe wurde er am 1. Februar 2024 fest von Ardija unter Vertrag genommen. Am Ende der Saison 2024 feierte er mit dem Verein die Drittligameisterschaft und den Aufstieg in die zweite Liga.

## Erfolge
Ōmiya Ardija
- Japanischer Drittligameister: 2024